# Amoxicilina/ácido clavulánico
Amoxicilina/ácido clavulánico, también conocido como co-amoxiclav o referido como "amoxiclavulánico", es un antibiótico útil para el tratamiento de varias enfermedades. Es una combinación que consiste en amoxicilina, un antibiótico β-lactámico, y clavulanato de potasio, un inhibidor de β-lactamasa.  Se utiliza específicamente para la otitis media, la faringitis estreptocócica, la neumonía, la celulitis, las infecciones del tracto urinario, las mordeduras de animales y la tuberculosis. Se administra por vía oral o por vía intravenosa.
Los efectos secundarios comunes incluyen diarrea, vómitos y reacciones alérgicas. También aumenta el riesgo de infecciones por levaduras, dolores de cabeza y problemas de coagulación sanguínea. No se recomienda en personas con antecedentes de alergia a la penicilina. Es relativamente seguro para ser usado durante el embarazo.
Amoxicilina/ácido clavulánico fue aprobada para uso médico en los Estados Unidos en 1984.  Está en la Lista de medicamentos esenciales de la Organización Mundial de la Salud, los medicamentos más efectivos y seguros que se necesitan en un sistema de salud.  Está disponible como un medicamento genérico. El costo mayorista en el mundo en desarrollo es de aproximadamente US$0,18 a 1,14 por día.  En los Estados Unidos, un ciclo de tratamiento cuesta entre US$50 y 100.

## Usos médicos
Amoxicilina/ácido clavulánico se usa ampliamente para tratar o prevenir muchas infecciones causadas por bacterias susceptibles, como: 
- Infecciones del tracto urinario
- Infecciones del tracto respiratorio
- Infecciones de la piel y los tejidos blandos
- Infecciones de los senos
- Infección por arañazos de gato
- Infecciones causadas por la flora bacteriana de la boca, tales como: 
  - Infecciones dentales
  - Mordeduras de animales infectados
  - Mordeduras de humanos infectados (incluidas las lesiones no complicadas de "puño cerrado" o "mordida inversa")[7][8]

Esta combinación da como resultado un antibiótico con un mayor espectro de acción y una eficacia restaurada contra las bacterias resistentes a la amoxicilina que producen β-lactamasas.

## Efectos adversos
Los posibles efectos secundarios incluyen diarrea, vómitos, náuseas, candidiasis bucal y erupción cutánea. Estos no suelen requerir atención médica. Al igual que con todos los agentes antimicrobianos, la diarrea asociada con antibióticos debida a la infección por Clostridium difficile, que a veces conduce a colitis seudomembranosa, puede ocurrir durante o después del tratamiento con amoxicilina/ácido clavulánico.
En raras ocasiones, la ictericia colestásica (también conocida como hepatitis colestásica, una forma de toxicidad hepática) se ha asociado con amoxicilina/ácido clavulánico. La reacción puede ocurrir hasta varias semanas después de que el tratamiento se haya detenido, y por lo general tarda semanas en resolverse. Es más frecuente en hombres, personas mayores y aquellos que han realizado tratamientos prolongados; La incidencia global estimada es de una en 100.000 exposiciones. En el Reino Unido, el co-amoxiclav lleva una advertencia del Comité de Seguridad de Medicamentos para este efecto.
Como todas las aminopenicilinas, la amoxicilina se ha asociado con el síndrome de Stevens-Johnson/necrólisis epidérmica tóxica, aunque estas reacciones son muy raras.

## Historia
Los científicos británicos que trabajan en Beecham (ahora parte de GlaxoSmithKline), solicitaron la protección de la patente en EE. UU. para la combinación de medicamentos en 1979.  Lo comercializaron bajo el nombre comercial de Augmentin. Se concedió una patente en 1985.

## Preparaciones
Amoxicilina/ácido clavulánico es el nombre de la Denominación Común Internacional (DCI) y co-amoxiclav es el nombre aprobado británico (BAN). 
Muchos productos de marca indican sus potencias como la cantidad de amoxicilina. Augmentin 250, por ejemplo, contiene 250 mg de amoxicilina y 125 mg de ácido clavulánico.
Una preparación intravenosa ha estado disponible en el Reino Unido desde 1985, pero ninguna preparación parenteral está disponible en los EE. UU.; el equivalente más cercano es ampicilina/sulbactam. 
Las suspensiones de amoxicilina/ácido clavulánico están disponibles para su uso en niños. Deben ser refrigeradas para mantener su efectividad. 

## Uso veterinario
Amoxicilina/ácido clavulánico se usa en numerosos animales para una variedad de condiciones: 
- Perros: periodontitis, tos de las perreras.[12][13]
- Gatos: infecciones del tracto urinario, infecciones de la piel y tejidos blandos.
- Terneros: enteritis, ombligo enfermo.
- Ganado: infecciones del tracto respiratorio, infecciones de tejidos blandos, metritis, mastitis.
- Cerdos: infecciones del tracto respiratorio, colibacilosis, mastitis, metritis, agalactia.

En combinación con prednisolona, se usa para infusión intramamaria para el tratamiento de mastitis en vacas en lactancia. Los nombres comerciales incluyen Clavaseptin, Clavamox y Synulox. 
Se prohíbe el uso de amoxicilina/ácido clavulánico en animales domésticos (ganado bovino, porcino, etc.) tanto en los EE. UU. como en Europa; En el Reino Unido, Synulox se puede utilizar en animales domésticos, siempre y cuando se haga con un período de retiro específico. 

### Resistencia bacteriana
La resistencia a los antibióticos bacterianos es un problema creciente en la medicina veterinaria. Se ha informado que la amoxicilina/ácido clavulánico es eficaz contra las infecciones clínicas por Klebsiella, pero no es eficaz contra las infecciones por Pseudomonas.